# Leptocentrus beluri
Leptocentrus beluri är en insektsart som beskrevs av Ananthasubramanian 1980. Leptocentrus beluri ingår i släktet Leptocentrus och familjen hornstritar. Inga underarter finns listade i Catalogue of Life.